# Tata Steel 2025
Il Tata Steel Chess Tournament 2025 è stata l'87ª edizione del torneo di scacchi di Wijk aan Zee, che si è svolta dal 18 gennaio al 2 febbraio del 2025, nell'omonima città dei Paesi Bassi. L'evento ad inviti prevedeva un torneo Masters composto da quattordici giocatori che si confrontavano per tredici turni di un girone all'italiana e un torneo Challengers con identica formula, il cui vincitore guadagnava il diritto di partecipare al Masters dell'edizione successiva. Il vincitore uscente era il cinese Wei Yi. Il torneo Masters è stato vinto da Praggnanandhaa, che si è aggiudicato la competizione, battendo l'allora campione del mondo e suo connazionale Gukesh agli spareggi.

## Torneo

### Formula
La cadenza di gioco in entrambi i tornei era di 100 minuti per le prime 40 mosse, 50 minuti per le successive 20, 15 minuti per il resto della partita, 30 secondi di abbuono per ogni mossa a partire dalla prima.

#### Spareggio
Era previsto uno spareggio per stabilire il vincitore del torneo in funzione del numero di giocatori che fossero giunti a pari merito nella classifica finale.
1. Due giocatori a pari merito: si disputava uno spareggio blitz di due partite a 3 minuti e 2 secondi incremento da mossa 1, in caso di ulteriore parità si disputava una sola partita chiamata sudden death con 2 minuti e 30 secondi al bianco e 3 minuti al nero e 2 secondi di incremento da mossa 1 per entrambi. In caso di ulteriore parità si procedeva ancora ad oltranza: il giocatore che avesse avuto il Nero alla prima partita sudden death avrebbe ricevuto il Bianco per le due sudden death successive e viceversa.
2. Tre giocatori a pari merito: si disputava un girone a tre di sola andata, in caso di ulteriore pari merito di tutti e tre i giocatori si disputava ancora un nuovo girone a colori invertiti. Con un'ulteriore parità si procedeva ad oltranza con i gironi all'italiana continuando a invertire i colori. Se da uno di questi gironi fossero emersi due primi a pari merito, si sarebbe rientrati nel caso dello spareggio a due giocatori.
3. Quattro giocatori a pari merito: si disputava un mini-torneo a eliminazione diretta, con semifinali e finale. Le semifinali sarebbero state sorteggiate secondo una classifica avulsa tra i quattro a pari merito, dove il primo incontra il quarto e il secondo incontra il terzo. I criteri della classifica erano:
  1. gli scontri diretti
  2. il Sonneborn-Berger
  3. il giocatore che ha avuto più volte il nero
  4. sorteggio

La finale ha le stesse regole dello spareggio a due giocatori.
4. Cinque o più giocatori a pari merito: anche in questo caso si disputava un girone all'italiana di sola andata, procedendo ad oltranza e invertendo i colori finché non fosse emerso un vincitore fra i cinque. In quest'ultimo caso, in funzione del numero di giocatori rimasti a contendersi il titolo, si sarebbe rientrati nei casi precedenti.

## Partecipanti
| R.  | Giocatore                 | Elo  |
| --- | ------------------------- | ---- |
| 2º  | Fabiano Caruana           | 2803 |
| 4º  | Arjun Erigaisi            | 2801 |
| 5º  | Dommaraju Gukesh          | 2777 |
| 6º  | Nodirbek Abdusattorov     | 2766 |
| 9º  | Wei Yi                    | 2751 |
| 13º | Rameshbabu Praggnanandhaa | 2741 |
| 20º | Vincent Keymer            | 2733 |
| 22º | Anish Giri                | 2731 |
| 26º | Vladimir Fedoseev         | 2717 |
| 36º | Pentala Harikrishna       | 2695 |
| 46º | Jorden Van Foreest        | 2680 |
| 47º | Alexej Sarana             | 2677 |
| 82º | Max Warmerdam             | 2646 |
| 95º | Leon Luke Mendonca        | 2639 |

## Risultati

### Classifica
|    | Giocatore                          | Elo  | SB    | 1 | 2 | 3 | 4 | 5 | 6 | 7 | 8 | 9 | 10 | 11 | 12 | 13 | 14 | Totale |
| -- | ---------------------------------- | ---- | ----- | - | - | - | - | - | - | - | - | - | -- | -- | -- | -- | -- | ------ |
| 1  | Gukesh (India)                     | 2777 | 53    |   | ½ | ½ | ½ | 1 | ½ | 1 | ½ | 1 | 0  | ½  | ½  | 1  | 1  | 8,5    |
| 2  | Rameshbabu Praggnanandhaa (India)  | 2741 | 52,75 | ½ |   | ½ | 1 | 0 | ½ | 1 | 0 | 1 | 1  | ½  | 1  | 1  | ½  | 8,5    |
| 3  | Nodirbek Abdusattorov (Uzbekistan) | 2766 | 49    | ½ | ½ |   | ½ | ½ | ½ | ½ | ½ | ½ | 0  | 1  | 1  | 1  | 1  | 8      |
| 4  | Vladimir Fedosev (Slovenia)        | 2717 | 46,5  | ½ | 0 | ½ |   | ½ | ½ | 1 | 1 | 1 | 1  | ½  | 0  | 0  | 1  | 7,5    |
| 5  | Anish Giri (Paesi Bassi)           | 2731 | 44,25 | 0 | 1 | ½ | ½ |   | ½ | ½ | ½ | ½ | ½  | ½  | ½  | ½  | 1  | 7      |
| 6  | Wei Yi (Cina)                      | 2751 | 44,25 | ½ | ½ | ½ | ½ | ½ |   | ½ | ½ | ½ | ½  | ½  | ½  | ½  | 1  | 7      |
| 7  | Pentala Harikrishna (India)        | 2695 | 37.75 | ½ | ½ | ½ | ½ | ½ | ½ |   | 1 | ½ | 1  | ½  | ½  | ½  | ½  | 6,5    |
| 8  | Vincent Keymer (Germania)          | 2733 | 38,25 | 0 | 0 | ½ | 0 | 0 | ½ | ½ |   | 0 | 1  | ½  | 1  | ½  | 1  | 6      |
| 9  | Fabiano Caruana (Stati Uniti)      | 2803 | 38    | ½ | 0 | ½ | 0 | ½ | ½ | ½ | 1 |   | ½  | 1  | ½  | ½  | 0  | 6      |
| 10 | Arjun Erigaisi (India)             | 2801 | 37,5  | 1 | 0 | 1 | 0 | ½ | ½ | 0 | ½ | ½ |    | ½  | ½  | ½  | 0  | 5,5    |
| 11 | Jorden van Foreest (Paesi Bassi)   | 2680 | 37,75 | 1 | ½ | 0 | ½ | ½ | ½ | ½ | ½ | 0 | ½  |    | ½  | ½  | ½  | 5,5    |
| 12 | Alexej Sarana (Serbia)             | 2677 | 35    | ½ | 0 | 0 | 1 | ½ | ½ | 0 | ½ | ½ | ½  | ½  |    | ½  | ½  | 5,5    |
| 13 | Leon Luke Mendonca (India)         | 2639 | 31,25 | 0 | 0 | 0 | 1 | ½ | ½ | ½ | 0 | ½ | ½  | ½  | ½  |    | ½  | 5      |
| 14 | Max Warmerdam (Paesi Bassi)        | 2646 | 26,75 | ½ | 0 | 0 | 0 | 0 | 0 | 1 | 1 | ½ | ½  | ½  | ½  | ½  |    | 4,5    |

### Spareggi
| Giocatore      | L1 | L2 | SD | Totale |
| -------------- | -- | -- | -- | ------ |
| Gukesh         | 1  | 0  | 0  | 1      |
| Praggnanandhaa | 0  | 1  | 1  | 2      |